# جيريمي سميث (لاعب دوري الرغبي)
جيريمي سميث (بالإنجليزية: Jeremy Smith)‏ هو لاعب دوري الرغبي نيوزيلندي، ولد في 18 يوليو 1981 في Huntly, New Zealand ‏ في نيوزيلندا.